# Kanton Châteaumeillant
Châteaumeillant is een kanton van het Franse departement Cher. Het kanton maakt deel uit van het arrondissement Saint-Amand-Montrond.

## Gemeenten
Het kanton Châteaumeillant omvatte tot 2014 de volgende 11 gemeenten:
- Beddes
- Châteaumeillant (hoofdplaats)
- Culan
- Préveranges
- Reigny
- Saint-Christophe-le-Chaudry
- Saint-Jeanvrin
- Saint-Maur
- Saint-Priest-la-Marche
- Saint-Saturnin
- Sidiailles

Bij de herindeling van de kantons door het decreet van 21 februari 2014 met uitwerking op 22 maart 2015 werden daar volgende 27 gemeenten aan toegevoegd :
- Ainay-le-Vieil
- Arcomps
- Ardenais
- La Celle-Condé
- La Celette
- Le Châtelet
- Chezal-Benoît
- Épineuil-le-Fleuriel
- Faverdines
- Ids-Saint-Roch
- Ineuil
- Lignières
- Loye-sur-Arnon
- Maisonnais
- Montlouis
- Morlac
- La Perche
- Rezay
- Saint-Baudel
- Saint-Georges-de-Poisieux
- Saint-Hilaire-en-Lignières
- Saint-Pierre-les-Bois
- Saint-Vitte
- Saulzais-le-Potier
- Touchay
- Vesdun
- Villecelin